# Ковалёв, Николай Григорьевич
Николай Григорьевич Ковалёв (1 мая 1921 года — 3 мая 2002 года) — директор Уфимского приборостроительного завода, Герой Социалистического Труда. Заслуженный деятель науки и техники Башкирской АССР (1966). Почетный авиастроитель (1997). Лауреат золотого «Знака Почета» Национальной ассоциации авиаприборостроителей (1997). Почётный гражданин города Уфа (2001).

## Биография
Николай Григорьевич Ковалёв родился 1 мая 1921 года на хуторе Выселки Шахтинского района Ростовской области. Образование высшее.
После окончания школы, в 1939 году Николай Григорьевич поступил учиться в Донской политехнический институт в городе Новочеркасске. В годы Великой Отечественной войны находился в эвакуации. С августа 1941 г. работал в городах Астрахани, Сатке Челябинской области десятником, прорабом участка в Особой строительномонтажной части № 72.
В 1946 году окончил Уфимский авиационный институт имени С. Орджоникидзе, в 1952 году — Академию авиационной промышленности СССР. По окончании института направлен на Уфимский завод № 161 инженером-конструктором отдела главного механика, затем — начальник проектно-конструкторского бюро, заместитель начальника, начальник сборочного цеха.
В 1950—1952 годах учится в академии Министерства авиационной промышленности СССР. Впоследствии назначен главным механиком Уфимского завода № 161. В 1954 году утвержден директором Уфимского приборостроительного завода.
Под руководством Н. Г. Ковалёва Уфимский приборостроительный завод вырос в крупнейшее предприятие приборостроения, оснащенное новейшими средствами производства и выпускающими современные изделия электронной и вычислительной техники для авиации и космоса. Николай Григорьевич провел большую организаторскую работу по мобилизации коллектива завода на досрочное выполнение восьмого пятилетнего плана (1966—1970), освоение 37 новых изделий, внедрение в производство новейших достижений науки и техники, передовых методов управления производством. Пятилетний план коллектив завода выполнил досрочно — 11 декабря 1970 года, при росте объёма выпускаемой продукции в 2,2 раза. Производительность труда по сравнению с 1965 г. за пятилетку увеличилась на 66 процентов, себестоимость товарной продукции снизилась на 16,5 процента.
Н. Г. Ковалёв принимал непосредственное участие в разработке, освоении и выпуске новых изделий. В 1968—1970 годах на предприятии осуществлены комплексная реконструкция и переоборудование 14 цехов в соответствии с требованиями научной организации труда, промышленной эстетики и культуры производства. На заводе внедрена автоматизированная система управления производством, в результате завод добился ритмичного выпуска продукции.
За выдающиеся заслуги в выполнении пятилетнего плана 1966—1970 годов и создание новой техники Указом Президиума Верховного Совета СССР от 26 апреля 1971 года Ковалёву присвоено звание Героя Социалистического Труда.
Под руководством Ковалёва Николая Григорьевича заводом велось строительство производственных и социально-культурных объектов. Были построены первый в Уфе Дворец спорта, Дом детского творчества, 10 детских садов, жилые дома. Кроме того, Николай Ковалёв хорошо известен уфимцам как создатель хоккейной команды «Салават Юлаев».
В апреле 1974 году его назначили заместителем главного конструктора Уфимского агрегатного производственно-конструкторского объединения имени 50-летия СССР В 1977 г Н. Г. Ковалёв переведен в Ленинград, где работал по 1988 год заместителем генерального директора, заместителем начальника научноисследовательского технологического отделения Ленинградского научно-производственного объединения «Электроавтоматика»
Николай Григорьевич умер 3 мая 2002 года.

## Награды
- Герой Социалистического Труда (1971).
- Награждён орденами Ленина (1971), Трудового Красного Знамени (1966), медалями.
- Заслуженный деятель науки и техники Башкирской АССР (1966). Почётный авиастроитель (1997). Лауреат золотого «Знака Почета» «Национальной ассоциации авиаприборостроителей» (1997).
- В мае 2001 года Николаю Григорьевичу Ковалёву присвоено звание «Почетный гражданин города Уфы».[2]

## Память
27 ноября 2015 года депутаты городского Совета Уфы приняли решение о присвоении имени Николая Ковалёва скверу и улице города.